# Projet Souvenir

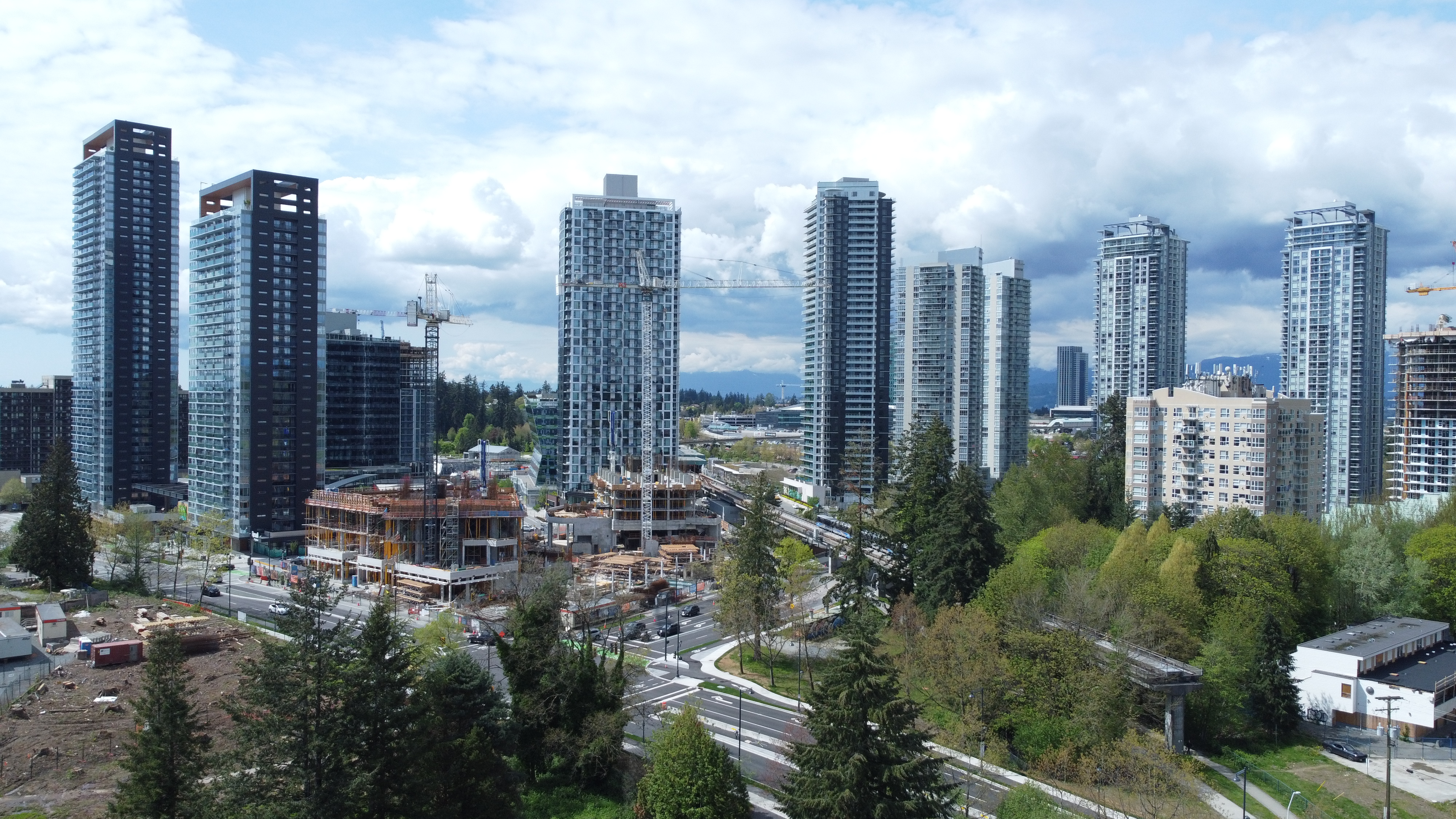
La municipalité de Surrey dans le Grand Vancouver où débute l'enquête

Le Projet Souvenir (Project Souvenir en anglais) est une enquête de la Gendarmerie royale du Canada (GRC) de la Colombie-Britannique sur une potentielle menace terroriste posée par John Stuart Nuttall et Amanda Marie Korody. L'enquête débute le 1er février 2013 à Surrey et se termine avec l'arrestation de Nuttall et Korody le 2 juillet 2013. Elle utilise la surveillance et à l'infiltration.
Le 29 juillet 2016, le jugement R. c. Nuttall, 2016 BCSC 1404 de la Cour suprême de la Colombie-Britannique détermine que le Projet Souvenir a piégé Nuttall et Korody et représente un cas de provocation policière.

## Déroulement de l'enquête

### Événements préliminaires

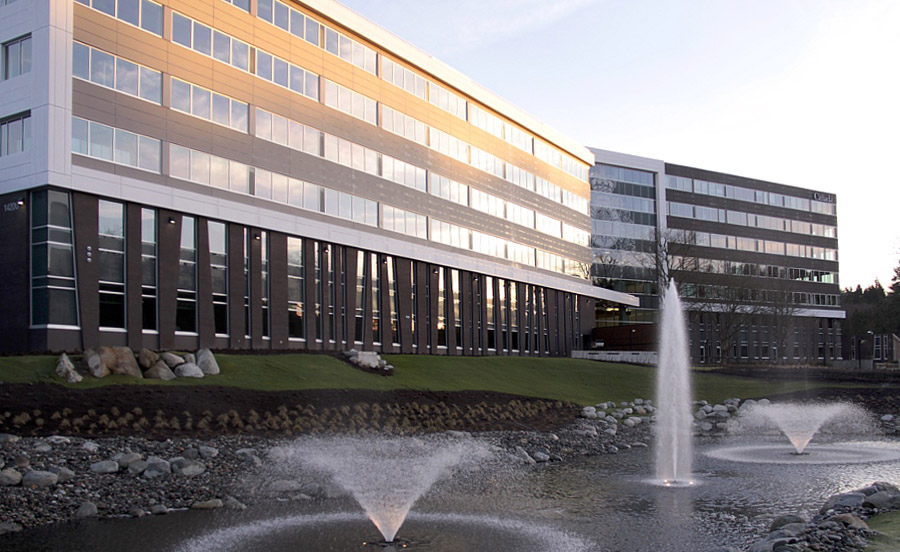
Quartier général de la Division E de la GRC à Surrey, Colombie-Britannique

Le 17 octobre 2012, la Gendarmerie Royale du Canada (GRC) de Surrey reçoit un appel indiquant que Nuttall adhère à une « croyance islamique violente » et « extrémiste ». La GRC et les services sociaux se rendent à la résidence sans rien trouver de compromettant. Nuttall a des problèmes reliés à sa consommation de drogue. La plainte contre Nuttall est également logée aux Équipes intégrées de la sécurité nationale (EISN) qui l’inscrit dans la base de données du Système d'incidents et de rapports de police protégé (SIRPP). Aucune enquête n'est ouverte après l'incident.
Le 2 novembre 2012, le superintendant de l'EISN de la division rencontre un représentant du Service canadien du renseignement de sécurité (SCRS) et lui remet la plainte contre Nuttall. Le SCRS analyse la plainte et les antécédents de Nuttall et émet le 16 janvier 2013 une note de communication indiquant que Nuttall est une « menace pour la sécurité publique ». Au cours du mois de janvier 2013, l'EISN demande une lettre les autorisant à utiliser les renseignements du SCRS pour commencer l'enquête. Le dossier de Nuttall dans la base de données du SIRPP est mis à jour le 29 janvier 2013.

### Début de l'enquête

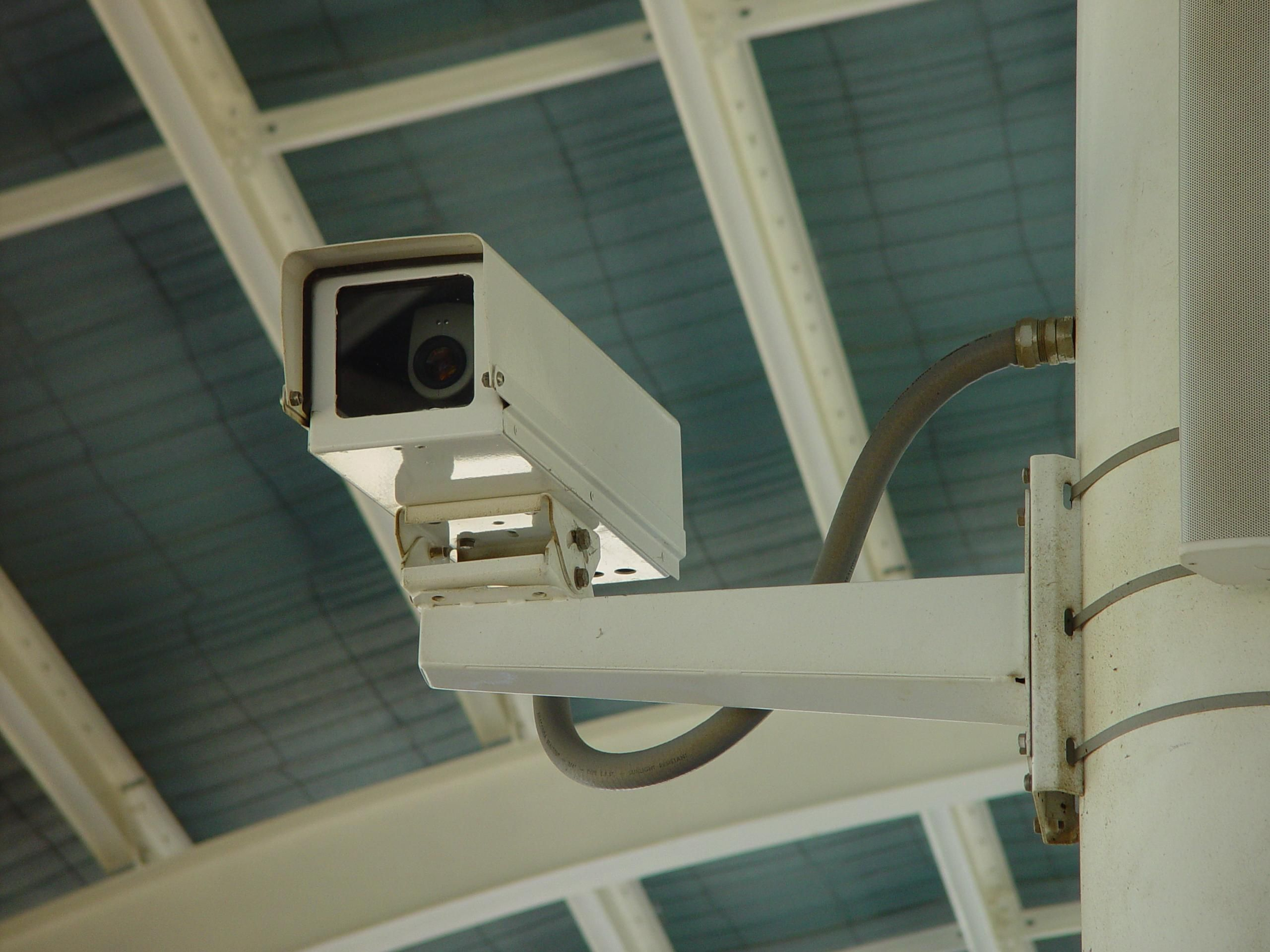
EISN commence son enquête par la surveillance par caméra de la résidence de Nuttall et Korody

Le 1er février 2013, la Direction générale de la GRC entre en contact avec l'EISN pour signaler que le rapport du SCRS fait état que Nuttall a tenté de se procurer nitrate de potassium dans une pharmacie du Lower Mainland le 31 décembre 2012. L'enquête débute après que le SCRS ait révélé des informations confidentielles au superintendant de l'EISN
Le Projet Souvenir débute le 2 février 2013 par la vérification des antécédents et des associées de Nuttall. Le même jour, deux agent de la GRC se rendent à la résidence de Nuttall. 

### Sources bibliographiques
- (en) R. c. Nuttall, 2016 BCSC 1404 [lire en ligne]

1. ↑  Par. 15
2. ↑  Par. 16
3. ↑  Par. 18
4. ↑  Par. 19
5. ↑  Par. 20
6. ↑  Par. 52
7. ↑  Par. 24